# Liste von Käsesorten aus den Niederlanden mit geschütztem Ursprung
Diese Liste enthält Käsesorten aus den Niederlanden mit geschütztem Ursprung.

## Liste
| Herkunftsbezeichnung                                   | Region                        | Milch von: | Schutz | Typ          | Abbildung |
| ------------------------------------------------------ | ----------------------------- | ---------- | ------ | ------------ | --------- |
| Boeren-Leidse met sleutels                             | Leiden                        |            | g.U.   | Halbhartkäse |           |
| Edamer                                                 |                               |            | g.g.A. | Halbhartkäse |           |
| Gouda Holland                                          |                               |            | g.g.A. | Halbhartkäse |           |
| Hollandse Geitenkaas                                   |                               | Ziege      | g.g.A. | Halbhartkäse |           |
| Kanterkaas auch Kanternagelkaas oder Kanterkomijnekaas | Frieslande und Westerkwartier |            | g.U.   | Hartkäse     |           |
| Noord-Hollandse Edammer                                |                               |            | g.U.   | Halbhartkäse |           |
| Noord-Hollandse Gouda                                  |                               |            | g.U.   | Halbhartkäse |           |